# 関根精研
株式会社関根精研（せきねせいけん） は 神奈川県海老名市 にある超精密金属加工会社。

## 概要
- 1967年に創業された精密金型業界では老舗筋である。取引先は国内外問わず、数百社を数える。
- 社名の「関根」は創業者から、「精研」は「精密研磨」を意味する。
- コネクターを主体とする超精密金型を得意とするが、近年では、微細穴加工、高アスペクト比な深穴加工でメーカー、大学等の研究機関とも技術交流をしており、加工のみならず研究開発も行っている。

## 歴史
- 1967年10月 創業者である関根将夫により神奈川県大和市鶴間に創業
- 1978年01月 有限会社関根精研を神奈川県大和市上草柳5-8-10に資本金300万円で設立
- 1993年09月 代表取締役関根宏樹就任
- 2004年07月 資本金を1000万円に増資
- 2004年09月 株式会社へ組織変更、神奈川県海老名市東柏ケ谷5-1-17 の自社ビルに移転